# بلر وایت
بلر وایت (به انگلیسی: Blaire White) (زاده ۱۴ سپتامبر ۱۹۹۳) یوتیوبر آمریکایی است.
او یک زن ترنس است.